# Neolitsea
Neolitsea es un género con 80 especies de plantas con flores perteneciente a la familia Lauraceae. Es originario de Suramérica. El género fue descrito por (George Bentham)  Elmer Drew Merrill y publicado en Philippine Journal of Science 1(Suppl.): 56 en el año 1906.

## Descripción
Son arbustos de hojas perennes y pequeños árboles en la familia  Lauraceae. Se distibuyen desde el Asia tropical, Malasia a Australia. Las hojas son alternas.
Las especies de Australia, de las cuales hay tres, son bastante comunes en las selvas tropicales del este.

## Especies seleccionadas
- Neolitsea aciculata -  Japón, Korea
- Neolitsea australiensis - Australia,
- Neolitsea cassia - Sri Lanka
- Neolitsea dealbata - Australia,
- Neolitsea sericea -  Japón, Korea, Taiwán, China